# Drepanocladus perplicatus
Drepanocladus perplicatus là một loài Rêu trong họ Amblystegiaceae. Loài này được (Dusén) G. Roth mô tả khoa học đầu tiên năm 1908.